# Sketan
Sketan är en klippa nära Skäriråsen i Nagu,  Finland.   Den ligger i Pargas stad i landskapet Egentliga Finland. Ön ligger omkring 3 kilometer väster om Skäriråsen, omkring 43 kilometer söder om Nagu kyrka,  77 kilometer söder om Åbo och 180 km väster om Helsingfors. Närmaste allmänna förbindelse är förbindelsebryggan vid Trunsö som trafikeras av M/S Nordep.
Terrängen runt Sketan är mycket platt.